# مراقب باشید، داریم می‌افتیم
مراقب باشید، داریم می‌افتیم (انگلیسی: Look Out Below) یک فیلم کمدی صامت کوتاه به کارگردانی هال روچ است که در سال ۱۹۱۹ منتشر شد.

## بازیگران
- هارولد لوید
- اسناب پالرد
- ببه دنیلز
- سمی بروکس
- لو هاروی
- باد جیمیسون
- مارگارت جاسلین
- ماری موسکینی
- نوآ یانگ